# مايكل كولي
مايكل كولي (بالإنجليزية: Michael Colley)‏ هو رجل غواصة وضابط أمريكي، ولد في 19 فبراير 1938 في ويتون في الولايات المتحدة، وتوفي في 19 يناير 2013 في غلف شورز في الولايات المتحدة.